# Jaskinia na Tomaszówkach Dolnych Czwarta
Jaskinia na Tomaszówkach Dolnych Czwarta – jaskinia znajdująca się w górnej części Doliny Będkowskiej na terenie wsi Bębło w województwie małopolskim, w powiecie krakowskim, w gminie Wielka Wieś. Pod względem geograficznym jest to obszar Wyżyny Olkuskiej w obrębie Wyżyny Krakowsko-Częstochowskiej.

## Opis jaskini
Jaskinia znajduje się w lesie, w trzeciej od dołu grupie skał Tomaszówek Dolnych, w skale schodzącej najniżej do dna doliny. Jest fragmentem większej jaskini zniszczonej przez erozję. Ma dwa otwory. Otwór północno-wschodni to duża wnęka o szerokości 8 m i wysokości 3 m. Jej strop szybko obniża się tworząc ciasne przejście, za którym znów podnosi się tworząc niewielką salkę z silnie skorodowanymi ścianami i kominkiem o wysokości 4 m. Za kolejnym ciasnym przejściem znajduje się niewielki kocioł skalny z wyjściem północno-zachodnim. Za dużym głazem w kierunku południowo-zachodnim odchodzi od kotła korytarz o długości 10 m i płaskim, poziomym dnie. Początkowo korytarz ma wysokość 1,5 m, ale dalej obniża się, zaś jego szerokość dochodzi do 2 m. Na końcu korytarz rozgałęzia się na trzy odnogi. Dwie biegnące na wprost kończą się ślepo, trzecia odbiegająca w lewo jest zablokowana osypiskiem. W osypisku tym jest duży blok oderwanej polewy naciekowej z żebrami naciekowymi.
Jest to jaskinia krasowa powstała w wapieniach z okresu jury późnej. Jest silnie skorodowana. Występują w niej kotły wirowe, liczne wżery i drobne kanały. Większe ilości nacieków jaskiniowych znajdują się w osadach na końcu korytarza, poza tym na ścianach są polewy naciekowe, niewielkie stalaktyty i mleko wapienne. Namulisko nienaruszone i obfite. W 10-metrowej długości korytarzu wypełnia znaczną część jego przekroju. Składa się z iłu, gruzu i większych skalnych odłamków.
Jaskinia jest wilgotna i występuje w niej przewiew. Jej przyotworowe części znajdują się pod wpływem środowiska zewnętrznego. Światło dociera na odległość około 3 m od otworów. W jego zasięgu na ścianach rozwijają się glony i paproć zanokcica skalna (Asplenium trichomanes). W głębi jaskini występują pająki (głównie sieciarz jaskiniowy Meta menardii), komary, motyl szczerbówka ksieni (Scoliopteryx libatrix). Widziano też ślimaka pomrowa wielkiego (Limax maximus).

## Historia poznania
Jaskinia była miejscowej ludności znana od dawna. W latach 80. XX wieku grotołazi poszerzyli wejście do korytarza za trzecim otworem i usunęli z niego gruz umożliwiając dojście do jego końca. Po raz pierwszy jaskinia została wymieniona przez M. Szelerewicza i A. Górnego w 1986 r. Aktualną jej dokumentację i plan opracował A. Górny w lutym 2009 r. W 1999 r. Pazdur i in. badali nacieki metodą C14.

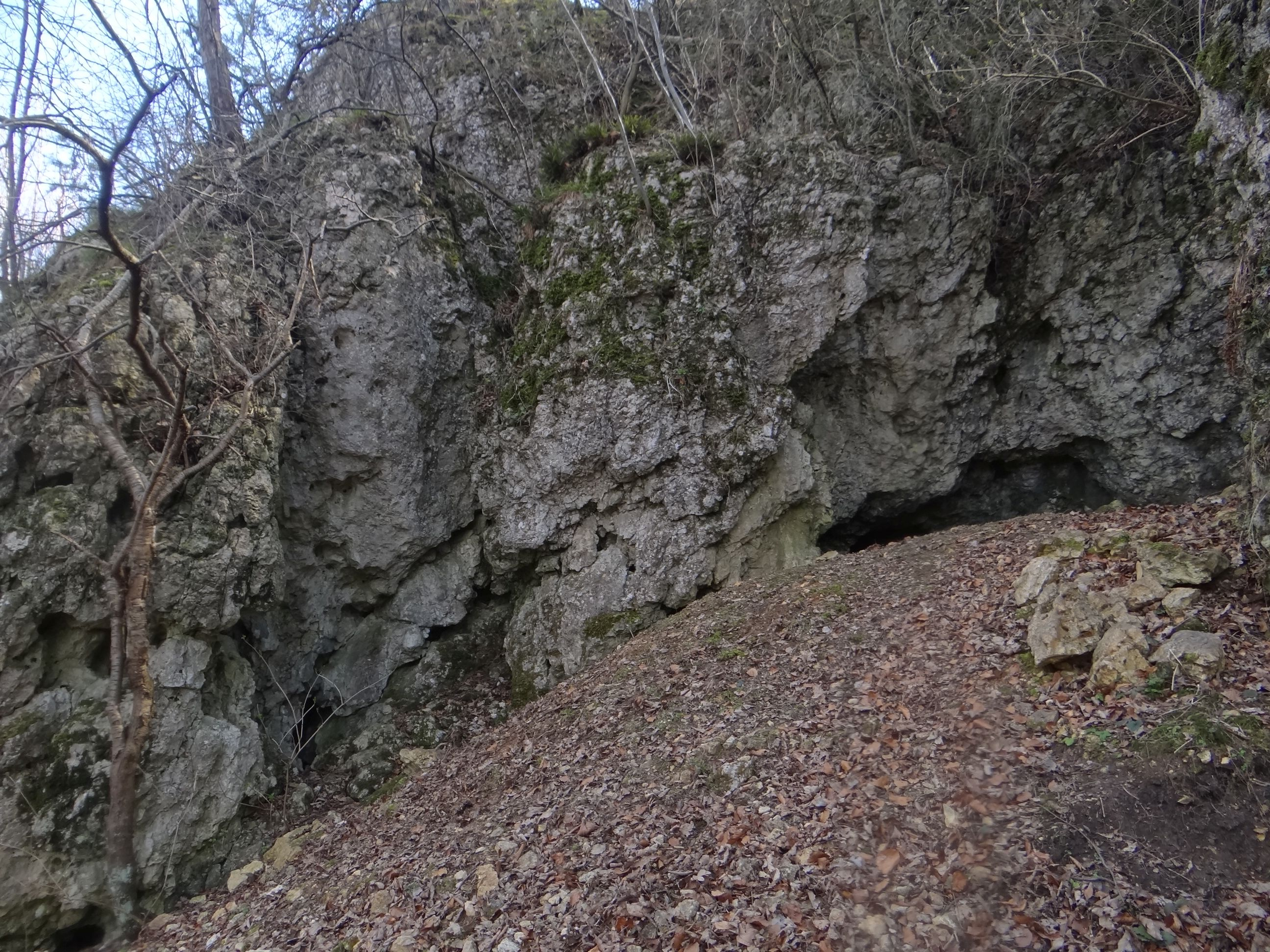
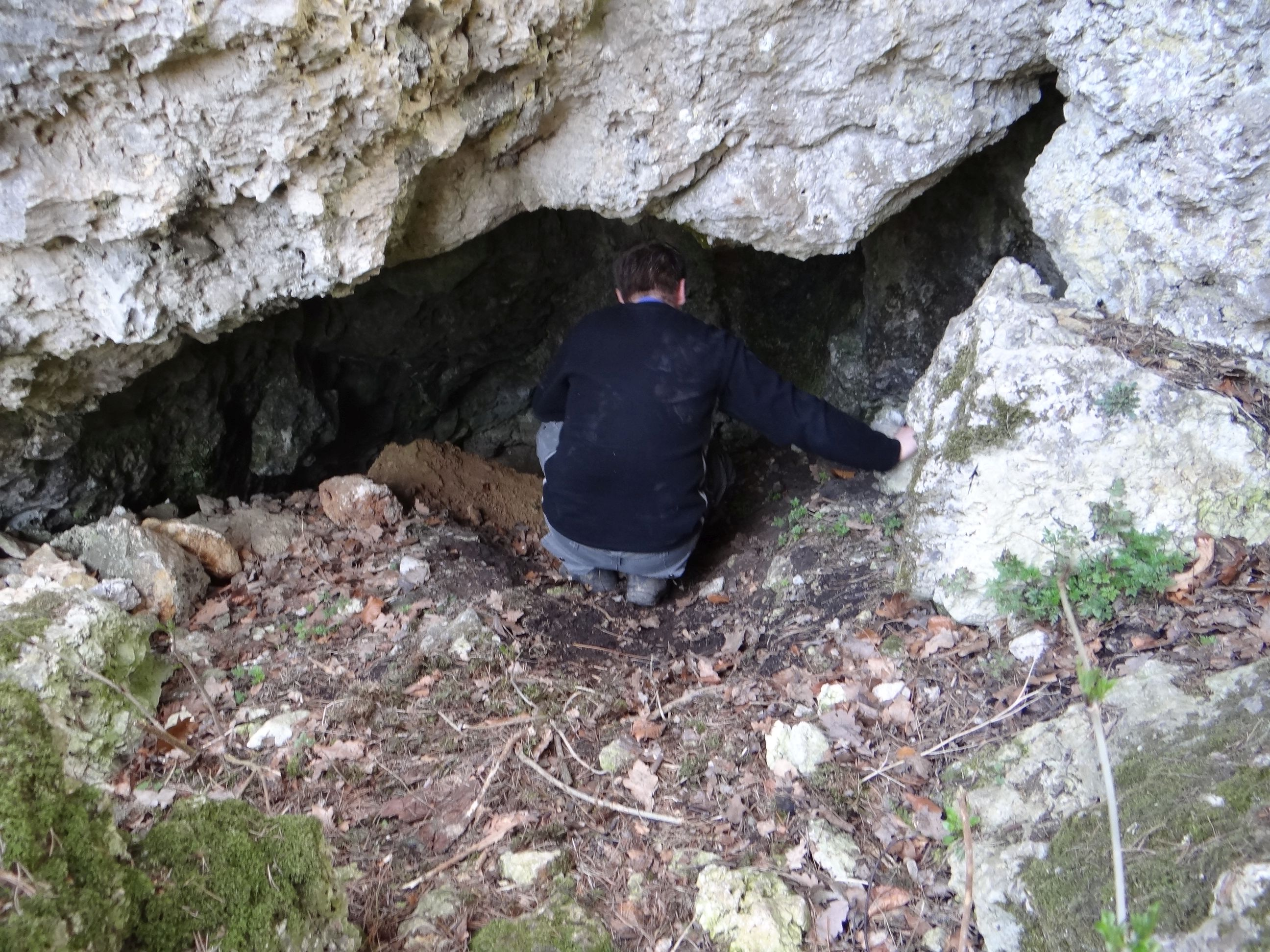
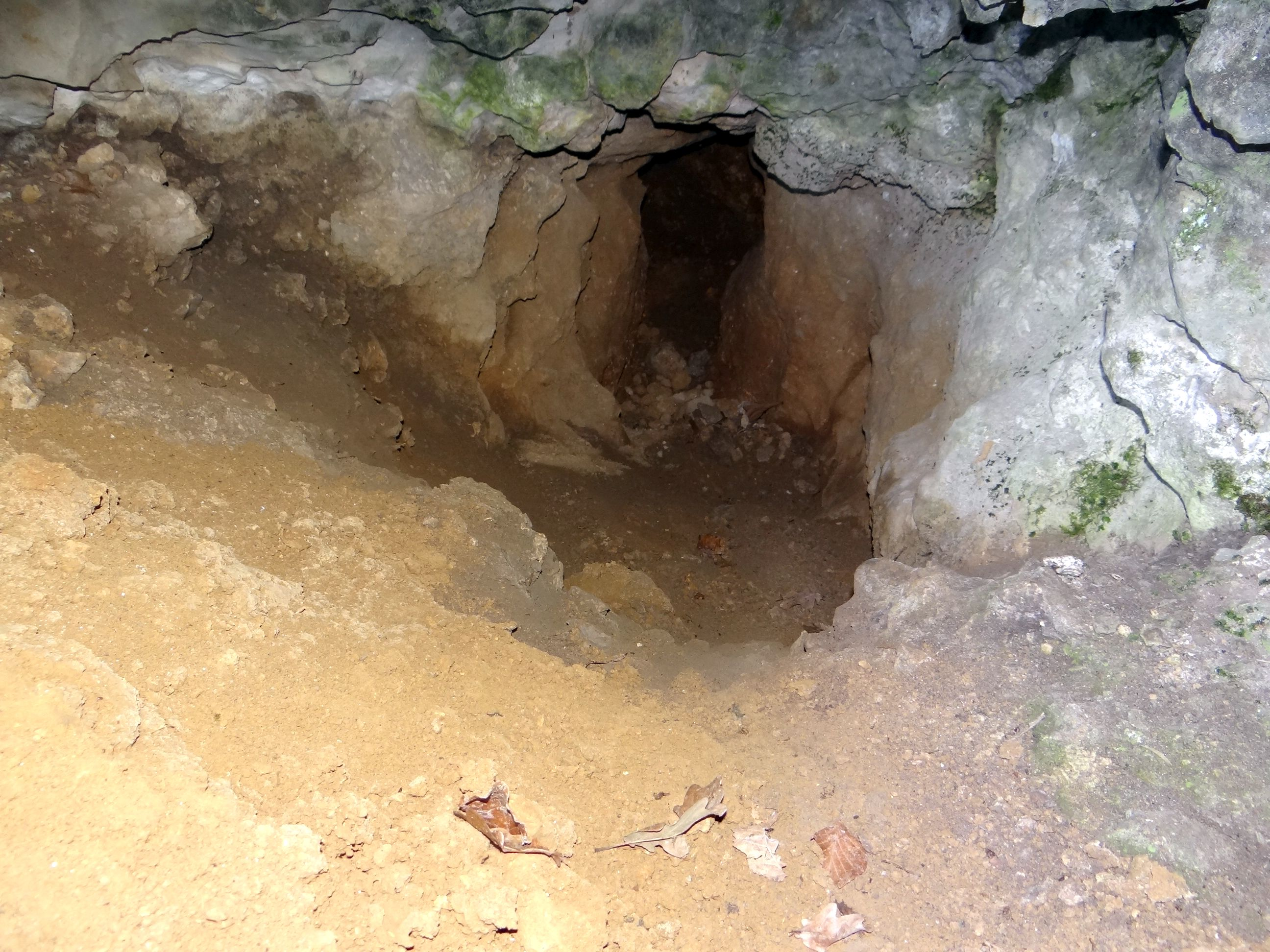